# Gustav Bauer
Pour les articles homonymes, voir Bauer.
Gustav Bauer  est un homme d'État allemand, né à Darkehmen le 6 janvier 1870 et mort à Berlin-Hermsdorf le 16 septembre 1944.
Il est le premier chancelier du Reich de la république de Weimar, de 1919 à 1920. À ce titre, il est signataire du traité de Versailles.

## Biographie
Gustav Bauer fonde en 1895 le Syndicat des employés de bureau, qu'il préside jusqu'en 1908. Il est vice-président de la Commission générale des syndicats (Generalkommission der Gewerkschaften) pour toute l'Allemagne de 1908 à 1918. Il devient secrétaire d’État à l’office impérial du Travail du dernier gouvernement du prince Max von Baden. Plus tard, nommé ministre du Reich au Travail dans le gouvernement de Philipp Scheidemann, il devient chancelier, à la suite de la démission de celui-ci. Il est aussi ministre aux Transports.
À ce titre, Gustav Bauer signe le traité de Versailles. Il démissionne peu après le putsch de Kapp. Curzio Malaparte évoque (dans Technique du coup d'Etat) son rôle majeur dans la mise en échec du putsch. Il retourne au gouvernement sous les ordres de Hermann Müller et Joseph Wirth comme ministre du Reich au Trésor et vice-chancelier.
En novembre 1924, il est mis en cause dans le scandale Barmat en raison de ses liens personnels avec Julius Barmat. En février 1925, il est contraint par le groupe parlementaire SPD à démissionner de son siège au Reichstag.